# Людвінув (гміна Лісна)
Людвінув (пол. Ludwinów) — село в Польщі, у гміні Лешна-Подляська Більського повіту Люблінського воєводства.
Населення — 131 особа (2011).
У 1975-1998 роках село належало до Білопідляського воєводства.

## Демографія
Демографічна структура станом на 31 березня 2011 року:
|          | Загалом | Допрацездатний вік | Працездатний вік | Постпрацездатний вік |
| -------- | ------- | ------------------ | ---------------- | -------------------- |
| Чоловіки | 71      | 17                 | 49               | 5                    |
| Жінки    | 60      | 14                 | 30               | 16                   |
| Разом    | 131     | 31                 | 79               | 21                   |